# شهرستان هاپکینز (تگزاس)
شهرستان هاپکینز، تگزاس (به انگلیسی: Hopkins County, Texas) یک سکونتگاه مسکونی در ایالات متحده آمریکا است که در تگزاس واقع شده‌است.

## خصوصیات
شهرستان هاپکینز ۲٬۰۵۳٫۸۷ کیلومترمربع مساحت دارد.